# 小幡邦彦
小幡邦彦（日语：／ Obata Kunihiko，1980年10月17日—），日本男子摔跤运动员。他曾代表日本参加亚洲摔跤锦标赛，获得二枚铜牌。他也曾参加2004年夏季奥林匹克运动会。